# Æon Flux (serie animata)
Æon Flux (IPA: /iːɒn ˈflʌks/) è una serie televisiva animata creata dal coreano Peter Chung, prodotta da MTV Animation e trasmessa, tra il 1991 e il 1995, su MTV.
Originariamente, Æon Flux nasce come serie di cortometraggi trasmessi all'interno del programma Liquid Television con due particolarità: il decesso della protagonista in ogni episodio e l'assenza di dialoghi. Successivamente viene prodotta una serie di 21 episodi da circa 22 minuti ciascuno, doppiata e senza la morte di Æon.
In Italia, la serie è stata trasmessa su MTV dall'11 gennaio 1998.

## Trama
Æon Flux è ambientato nell'anno 7698, all'indomani di un collasso ambientale che ha ucciso quasi tutta la popolazione globale. L’umanità sopravvive in due città-Stato confinanti, Monica e Bregna, situate in quella che era l'Europa orientale.
La serie racconta le vicende di una giovane e sensuale agente segreta di nome Æon Flux, una Monican abile nell'assassinio e nelle acrobazie. La sua missione è quella di infiltrarsi nelle fortezze della vicina Bregna (dove governa la sua nemesi e amante, il dittatore tecnocrate Trevor Goodchild).
Monica rappresenta una dinamica società anarchica, mentre Bregna incarna uno stato di polizia (in un'occasione, la città è definita come la "Repubblica di Goodchild").

## Episodi
| Stagione         | Episodi | Prima TV USA | Prima TV Italia |
| ---------------- | ------- | ------------ | --------------- |
| Prima stagione   | 6 / 1   | 1991         | 1998            |
| Seconda stagione | 5       | 1992         | 1998            |
| Terza stagione   | 10      | 1995         | 1998            |

## Personaggi e doppiatori[5]

### Personaggi principali
- Æon Flux, doppiata in lingua originale da Denise Poirier e in italiano da Marina Thovez.
- Trevor Goodchild, doppiato in lingua originale da John Rafter Lee e in italiano da Mario Zucca.

### Personaggi secondari
- Gildemere (S3E1), doppiato in lingua originale da Patrick Stretch e in italiano da Ivo De Palma.
- Ilbren (S3E2), doppiato in lingua originale da Matt K. Miller e in italiano da Riccardo Lombardo.
- Una (S3E2), doppiata in lingua originale da Andrea Carvajal e in italiano da Maria Grazia Errigo.
- Onan (S3E3), doppiato in lingua originale da Paul Raci e in italiano da Claudio Moneta.
- Scofandra (S3E4), doppiata in lingua originale da Julia Fletcher e in italiano da Elisabetta Cesone.
- Sinnah (S3E4), doppiato in lingua originale da Mark Mars e in italiano da Marco Balzarotti.
- Celia (S3E5), doppiata in lingua italiana da Shawn Cuddy e in italiano da Emanuela Pacotto.
- Judy (S3E9), doppiata in lingua originale da Julia Fletcher e in italiano da Alessandra Karpoff.
- Steil, doppiata in lingua italiana da Dania Cericola.

## Produzione
Peter Chung voleva allontanarsi dallo stereotipo hollywoodiano dell'eroe d'azione sempre dalla parte del bene (e in generale alla distinzione netta tra bene a male di svariate opere letterarie e cinematografiche), e quindi presentare una storia realistica, dove la moralità dei personaggi fosse ambigua, tendente all'amoralità. Æon Flux e Trevor Goodchild sono personaggi molto complessi: pur ponendosi dilemmi etici, non si fanno scrupoli nel raggiungere i loro obiettivi; sono inoltre gli unici due personaggi che compaiono in ogni episodio.
(Peter Chung)
Fantascienza sociologica, biopunk, allegoria, distopia, spionaggio, thriller psicologico, immagini postmoderne e psichedeliche, oltre a un simbolismo gnostico, sono i temi portanti. Inizialmente Æon Flux avrebbe dovuto essere solo il titolo della serie, quando la protagonista non era stata ancora delineata, ma alla fine divenne anche il suo nome.
(Peter Chung)
L'iconica sequenza iniziale (un occhio che blocca una mosca con le ciglia) trae spunto dall'immagine di un occhio con lunghissime ciglia vista da Chung durante un viaggio in Giappone molti anni prima della realizzazione della serie, e da episodi di paralisi del sonno in cui faticava ad aprire gli occhi, come se le ciglia fossero incollate fra loro; ne realizzò un'illustrazione, e solo più tardi aggiunse una mosca per dare un elemento di movimento e conflitto.

### Stile
L'espressivo character design è stato influenzato dai disegni di Egon Schiele, l'artista preferito di Peter Chung; egli era interessato a sperimentare una narrativa visiva priva di dialoghi, in cui ciò che più conta è il comportamento dettato dalla personalità del personaggio, dai movimenti del suo corpo, e non da ciò che la storia "richiede", ed è per questo che i costumi sono spesso modellati sui corpi. Lo stile visivo è inoltre parzialmente ispirato alla linea chiara.

### Musica
La colonna sonora e il sound design sono stati curati da Drew Neumann e pubblicati nell'album Eye Spy: Ears Only Confidential:
1. Intro – 0:36
2. Ultimate AF – 2:16
3. Train Station – 3:09
4. Monican Jam – 1:16
5. The Torturer – 1:06
6. Train Cars – 2:30
7. Breen Lounge Lizard – 0:41
8. Computera – 2:20
9. Heroes (Excerpt) – 2:20
10. Marche – 3:12
11. Errors of the Night – 3:47
12. Gravity – 2:57
13. Alien Leisure – 2:59
14. The Dark Prison – 3:15
15. Phobia Suite – 13:25
16. The Dictator's Office – 1:12
17. Demigods – 15:54
18. Windtunnel – 1:12
19. Memory Lapse – 8:39
20. Choice – 12:45
21. Clones – 13:50
22. Paradise – 13:17
23. The Tragedy of Flight – 11:39
24. Underwater Suite – 8:58
25. Time Pretzel Paradox – 12:04
26. Closure – 0:36